# Filipinas en los Juegos Olímpicos de Seúl 1988
Filipinas estuvo representada en los Juegos Olímpicos de Seúl 1988 por un total de 31 deportistas, 26 hombres y 5 mujeres, que compitieron en 11 deportes.
El portador de la bandera en la ceremonia de apertura fue el nadador Joseph Buhain.

## Medallistas
El equipo olímpico filipino obtuvo las siguientes medallas:
| Nombre            | Deporte | Competición |
| ----------------- | ------- | ----------- |
| Oro               |         |             |
| —                 |         |             |
| Plata             |         |             |
| —                 |         |             |
| Bronce            |         |             |
| Leopoldo Serantes | Boxeo   | 48 kg M     |